# Goodfield
Goodfield es una villa ubicada en el condado de Woodford en el estado estadounidense de Illinois. En el Censo de 2010 tenía una población de 860 habitantes y una densidad poblacional de 195,78 personas por km².

## Geografía
Goodfield se encuentra ubicada en las coordenadas 40°37′50″N 89°15′28″O / 40.63056, -89.25778. Según la Oficina del Censo de los Estados Unidos, Goodfield tiene una superficie total de 4.39 km², de la cual 4.37 km² corresponden a tierra firme y (0.47%) 0.02 km² es agua.

## Demografía
Según el censo de 2010, había 860 personas residiendo en Goodfield. La densidad de población era de 195,78 hab./km². De los 860 habitantes, Goodfield estaba compuesto por el 97.79% blancos, el 0.35% eran afroamericanos, el 0% eran amerindios, el 1.28% eran asiáticos, el 0% eran isleños del Pacífico, el 0.12% eran de otras razas y el 0.47% pertenecían a dos o más razas. Del total de la población el 0.47% eran hispanos o latinos de cualquier raza.